# United Fruit Company

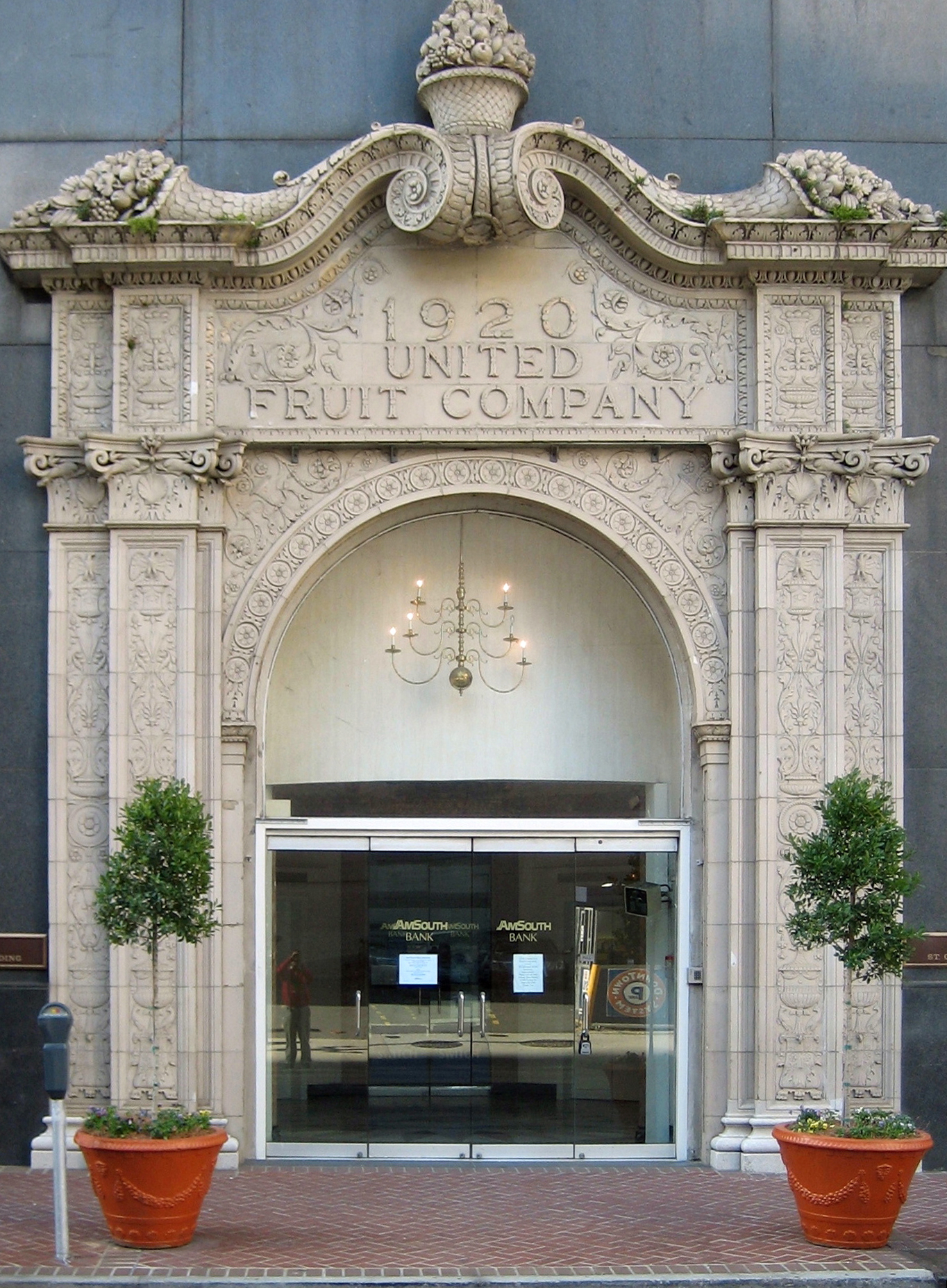
Façana de l'antic edifici a St. Charles Avenue, Nova Orleans, Louisiana

La United Fruit Company va ser una empresa estatunidenca que comerciava amb fruits tropicals (principalment bananes) cultivats en plantacions de països del Tercer Món i venuts als Estats Units i a Europa. Aquesta companyia es va formar l'any 1899 per la fusió de Minor C. Keith amb Andrew W. Preston i Boston Fruit Company. Va prosperar al principi i la meitat del segle XX i controlava extensos territoris i xarxes de transport a Amèrica Central, el Carib, costa de Colòmbia i l'Equador. Competia amb la Standard Fruit Company pel domini del comerç de bananes internacional, mantingué pràcticament un monopoli en certes regions que es van anomenar repúbliques bananeres.
Va tenir un impacte profund i perllongat en el desenvolupament econòmic i polític de diversos països llatinoamericans. Els crítics sovint l'acusen d'explotar un neocolonialisme i descriuen aquesta companyia com l'arquetipus d'influència d'una empresa multinacional en la política interna de les repúbliques bananeres, un terme encunyat per O. Henry). Després d'un període de declivi financer, United Fruit es va fusionar amb Eli M. Black's AMK el 1970 per passar a ser United Brands Company. El 1984, Carl Lindner, Jr. transformà United Brands en l'actual Chiquita Brands International.

## Història
El 1871, l'empresari de ferrocarrils dels Estats Units Henry Meiggs signà un contracte amb el govern de Costa Rica per a fer un ferrocarril que connectés la capital San José de Costa Rica amb el port de Limón situat al Mar Carib. El nebot de Meiggs Minor C. Keith,plantà bananers al llarg del trajecte l'any 1873 per alimentar de forma econòmica els treballadors i després decidí portar les bananes als Estats Units. Davant la fallida econòmica del projecte de ferrocarril el 1884, el govern de Costa Rica presidit per Próspero Fernández Oreamuno acordà donar a Keith 800,000 acres (3.200km2) de terres lliures d'impostos al llarg del ferrocarril aquest es va acabar l'any 1890 però sense prou passatgers per finançar el deute amb Keith. En canvi el transport de bananes cap als Estats Units va resultar lucratiu i Keith aviat dominà el comerç de bananes de la zona.
El 1901, el govern de Guatemala demanà a United Fruit Company que gestionés el servei postal del país i el 1913 la United Fruit Company creà Tropical Radio and Telegraph Company. Cap a 1930, United fruit absorbí més de 20 firmes rivals i va passar a ser l'empresa que donava més ocupació laboral d'Amèrica Central.
Eli M. Black comprà 733.000 participacions de la United Fruit el 1968, passant a ser el principal accionista. El juny de 1970, Black fusionà United Fruit amb la seva pròpia companyia, AMK per crear United Brands Company. Davant de grans pèrdues econòmiques, el 3 de febrer de 1975, Black se suïcidà saltant del pis 44 de l'edifici de la Pan Am de Nova York.

## Reputació
La United Fruit Company va ser sovint acusada de suborns als governs a canvi de rebre tractament preferent. També se l'acusava d'explotar els treballadors, pagar pocs impostos i tractar de consolidar un monopoli. Els periodistes sud-americans sovint titllaven aquesta companyia de el pulpo (el pop) i les forces d'esquerra propugnaven fer vaga. Pels comunistes llatinoamericans, United Fruit era un exemple del compliment de les teories de Lenin sobre l'imperialisme capitalista. Diversos escriptors van denunciar en la literatura a la United Fruit, entre d'altres, Miguel Ángel Asturias, Gabriel García Márquez i Pablo Neruda.